# Mitten in der Nacht
Mitten in der Nacht (Originaltitel: Middle of the Night) ist ein US-amerikanischer Spielfilm von Delbert Mann aus dem Jahr 1959.

## Handlung
Betty Preisser ist 24 Jahre und frisch geschieden. Sie arbeitet als Sekretärin und Teilzeitmodel in New York City in der Textilfabrik von Jerry Kingsley. Der 56-jährige Jerry ist seit zwei Jahren Witwer. Eines Tages wird Betty von ihrem Chef Jerry in ihrer Wohnung besucht, der ein Schriftstück für das Büro abholen möchte. Sie unterhalten sich lange. Jerry fühlt sich stark zu der attraktiven jungen Frau hingezogen. Langsam entwickelt sich eine Beziehung zwischen den beiden. Während eines kurzen gemeinsamen Weihnachtsurlaubs fragt Jerry Betty, ob sie ihn heiraten möchte. Betty reagiert darauf hysterisch, da sie ihre gescheiterte Ehe noch nicht überwunden hat, gesteht ihm aber ihre Liebe und willigt in die Heirat ein. Auf der Rückfahrt von den Ferien ist Betty besorgt über die Reaktion von Jerrys Familie auf die bevorstehende Hochzeit. Vorwürfe hört sie dann jedoch auch von ihrer eigenen Mutter, die nicht verstehen kann, warum sie einen so viel älteren Mann heiraten will. 
Auch Jerrys Familie, insbesondere seine Schwester Evelyn und seiner Tochter Lillian, reagieren mit Unverständnis. Jerrys Tochter wirft der fast gleichaltrigen Betty vor, sie sei nur hinter dem Geld des Vaters her. Lediglich sein Schwiegersohn Jack gratuliert Jerry. Auch sein Mitarbeiter Walter Lockmann, welcher ein wenig älter ist als Jerry, rät diesem zu der Heirat. Der Start in eine gemeinsame Zukunft verläuft schwierig. Bei einem Besuch in einer Bar trifft Betty einen Freund ihres Ex-Mannes, der sie begrüßt. Dies macht Jerry so eifersüchtig, dass er mit Betty in einen Streit gerät und sie ihn verlässt. Als dann ihr Ex-Mann George auftaucht, merkt sie, dass sie sich noch zu ihm hingezogen fühlt. Bei einem späteren Treffen mit Jerry gesteht sie ihm, dass sie ihn mit ihrem Ex-Mann betrogen hat, aber nicht die Absicht habe, wieder mit George zusammen sein zu wollen. Jerry ist über den Betrug jedoch so enttäuscht, dass er die Hochzeit mit Betty absagen möchte. 
Allein zieht er sich in seine Wohnung zurück. Da bekommt er einen Anruf der Ehefrau von Lockman, der versucht hat, sich das Leben zu nehmen. Der Grund dafür ist Lockmans Frustration über sein verpasstes Leben. Die Verzweiflungstat von Lockman lässt Jerry erkennen, dass seine Gefühle zu Betty so stark sind, dass er auch über ihren Betrug hinwegkommen kann. Er fährt zu Betty, und sie schließen sich in die Arme.

## Kritiken
„Eine über weite Strecken überaus subtile Seelenstudie, die sich durch psychologische Tiefe und ernste Problemsicht auszeichnet, aber im zweiten Teil ein wenig an Überzeugungskraft verliert“, urteilte das Lexikon des internationalen Films. Der Evangelische Filmbeobachter sah in dem Film „[e]in stilles Loblied auf das Wagnis der Liebe zwischen einem alternden Mann und einer jungen Frau“ und zog das abschließende Fazit: „Für Erwachsene empfehlenswert.“

## Auszeichnungen
Der Film nahm am Wettbewerb der Internationalen Filmfestspiele von Cannes 1959 teil, ging bei der Preisvergabe allerdings leer aus. Fredric March wurde 1960 für einen Golden Globe Award nominiert.